# Hospitalité Notre-Dame des Armées
L'Hospitalité Notre-Dame des armées (HNDA) est l'hospitalité du diocèse aux armées françaises. Elle a pour objectif principal de permettre à des personnes malades, blessées ou handicapées de la communauté militaire et du ministère de la Défense de participer au pèlerinage militaire international (PMI) annuel au sanctuaire de Notre-Dame de Lourdes. 

## Historique
À la fin de la Seconde Guerre mondiale, l'Armée française compte de nombreux blessés ou malades. Ils veulent, avec leurs camarades bien portants, prendre part au pèlerinage organisé par leurs aumôniers à Lourdes. En 1948, ils sont 180, venus des hôpitaux militaires du Sud-Ouest de la France, mais aussi de l'hôpital du Val-de-Grâce et de l'Institution des Invalides.
En 1950, 300 malades et blessés, en grande partie rapatriés d'Extrême-Orient, participent au pèlerinage. Avec leurs aumôniers, ils arrivent des hôpitaux militaires de Paris, Dijon, Lyon. Durant le voyage et le séjour à Lourdes, ils sont accompagnés par des équipes de médecins et d'infirmières, ainsi que par des bénévoles - souvent anciens militaires - regroupés en "Mouvement", puis en "Service Hospitalier Militaire". En 1954, 400 blessés et malades revenus d'Indochine viennent au pèlerinage.
A Lourdes, c'est dès 1885 qu'a été créée, pour accueillir les malades, l'Hospitalité Notre-Dame de Lourdes ; à la suite de quoi les diocèses ont organisé des Hospitalités afin d'accompagner les malades. En 1956, le Vicariat aux armées fonde l'Hospitalité Notre-Dame des armées qui remplace le Service Hospitalier Militaire. Elle prend la forme d'une section de l'association des Amis de l'aumônerie, et reçoit la mission de permettre aux blessés et malades militaires de participer aux pèlerinages à Lourdes. En 1957 est créée en son sein la Confrérie Notre-Dame des armées. Rapidement, l'HNDA se structure en comités régionaux et départementaux.
En 1958, l'HNDA prend en charge 590 malades et blessés militaires français. Il est décidé que l'HNDA sera à la disposition des pays participant au pèlerinage militaire international. En 1963, 700 blessés militaires sont accompagnés par l'HNDA. Après la fin de la guerre d'Algérie, leur nombre diminue progressivement, pour s'établir depuis la fin de la conscription à une centaine chaque année.

### La Confrérie
Créée en 1956 par le cardinal Maurice Feltin, vicaire aux armées françaises et le général Mollard, directeur de l'HNDA, cofondateur, à l’image des confréries d’hospitaliers de Lourdes dans les diocèses, la confrérie Notre-Dame des armées vise à rassembler par un "engagement  d'Église",  les personnes se dévouant au service des pèlerins militaires blessés, malades ou handicapés des armées. Il s'agit de regrouper ces bénévoles autour de l'idéal commun et fraternel en aidant les aumôniers des hôpitaux dans leur mission de préparation et d’accompagnement des pèlerins militaires, blessés, malades ou handicapés, mais aussi dans leur mission pastorale dans l’hôpital. C’'est un mouvement précurseur en France pour la pastorale de la santé.

## Statut
L'HNDA est constituée en association loi de 1901 depuis 1998.
Elle comprend plus de 350 hospitaliers.